# آقای ماگو
آقای ماگو (انگلیسی: Mr. Magoo) یک فیلم کمدی آمریکایی به کارگردانی استنلی تانگ است که در سال ۱۹۹۷ منتشر شد.
این فیلم یک شکست انتقادی و تجاری بود و ۲۸٫۹ میلیون دلار در مقابل بودجه تولید ۳۰ میلیون دلاری خود فروخت.

## داستان
آقای ماگو، میلیونری غیرعادی است که چشمهایش دید بسیار بدی دارند و نمی‌خواهد عینک هم بزند و برای همین هم همیشه دچار دردسر می‌شود. در جریان سرقت از یک موزه، به‌طور اتفاقی جواهر بی‌ارزشی بنام ستاره کوریستان بدستش می‌رسد و او هم شروع می‌کند به یافتن سرنخی برای رسیدن به رئیس جنایتکاران که فکر دزدیدن جواهر را داشته است.

## بازیگران
- لسلی نیلسن
- کلی لینچ
- مت کیزلار
- نیک چینلاند
- استیون توبولوسکی
- ارنی هادسون
- جنیفر گارنر
- مالکوم مک‌داول
- میگوئل فرر

## بازخوردها
- در متاکریتیک که از میانگین وزنی استفاده می‌کند، بر اساس ۲۱ منتقد، امتیاز ۱۸ از ۱۰۰ را به فیلم اختصاص داد که نشان دهنده «نفرت شدید» است.
- تماشاگران در نظرسنجی سینماسکور به فیلم نمره متوسط "B" را در مقیاس A+ تا F دادند.[۲]

## دنباله
دیزنی می‌خواست آقای ماگو به یک «فرانچایز بین المللی» تبدیل شود، اما پس از شکست انتقادی و تجاری فیلم، هیچ دنباله ای ساخته نشد.